# Винковы (дворянский род)
Винковы (Виньковы) — древний русский дворянский род.
При подаче документов (1686) для внесения рода в Бархатную книгу, была предоставлена родословная роспись Винковых и две грамоты дмитровского князя Юрия Ивановича с разрешением Назару Винкову сыну Клабурникова выкупить у Троицкого Макарьева Калязина монастыря деревню Ярмоново в Кашинском уезде (1518) и жалованная грамота на деревню Тужиково в Кузьмодемьянском стане и деревень Филино и Малгово в Троицком стане Дмитровского уезда (1530). Родословная роспись в Палату родословных дел подана за подписью Фёдора Винкова.
Вероятно, что род происходит из рода Сорокоумовых-Глебовых и родословная роспись выглядит следующее: у Михаила Сорокоума сын Глеб, от которого родились пять сыновей, у старшего Василия седьмой сын Алексей по прозванию Бурун, у которого четвёртый сын Винко (брат Казарин царский постельничий), у которого было четыре сына: Дмитрий, Василий, Пётр по прозванию Карта и Иван (бездетен) дети Винкова.

## Происхождение и история рода
Псковский род. Фамилию получили от предка по прозванию Винко.
Георгий (Гурий) Тимофеевич посадник во Пскове (1410), скончался в иночестве († 1464). Юрий Тимофеевич псковский посадник, заключал договора (1417 и 1432), умер в монашестве († 1465). Внук его Степан Афанасьевич посадник (1463—1468), был на съезде с литовцами (1470).
В Дворовой тетради упомянуты: по Вязьме Дмитрий Винков сын Бурунов, по Старице Пётр и Иван Винковы (1550).
Переяславец Афанасий Тимофеевич был на приступе под Троице-Сергиевым монастырём, где был ранен (1609). Рейтар Фёдор Афанасьевич владел поместьем в Переславле-Залесском (1653—1671). Афанасий Фёдорович просил государя назначить его объезжим головою за рекою Москвою (1691).